# Lonchura hunsteini
El capuchino de Hunstein (Lonchura hunsteini) es una especie de ave paseriforme de la familia Estrildidae endémica del archipiélago Bismarck (Papúa Nueva Guinea).

## Distribución geográfica yhábitat
Se distribuye por el archipiélago Bismarck (la subespecie nominal en Nueva Irlanda y L. h. nigerrima en Nueva Hanover) en hábitats isleños diversos, consideradas anteriormente dos especies distintas.